# Międzynarodowe Spadochronowe Mistrzostwa Śląska 2002
Międzynarodowe Spadochronowe Mistrzostwa Śląska w celności lądowania 2002 – odbyły się 1–2 czerwca 2002. Gospodarzem Mistrzostw był Aeroklub Gliwicki, a organizatorem Sekcja Spadochronowa Aeroklubu Gliwickiego. Do dyspozycji skoczków był samolot An-2P AOI. Rozegrano 2 kolejki skoków.

## Rozegrane kategorie
Mistrzostwa rozegrano w trzech kategoriach |spadochronowych:
- Indywidualna celność lądowania – kobiety – skoki wykonywano z wysokości 1000 m i opóźnieniem 0–5 sekund
- Indywidualna celność lądowania – mężczyźni
- Drużynowo celność lądowania.

## Kierownictwo Mistrzostw
- Sędzia Główny: Ryszard Koczorowski
- Kierownik Sportowy: Jan Isielenis.

Źródło: 

## Medaliści
Medalistów Spadochronowych Mistrzostw Śląska 2002 podano za: Jan Isielenis, Archiwum Sekcji Spadochronowej Aeroklubu Gliwickiego, 2002. Brak numerów stron w książce
| Konkurencja                       | Złoto                         | Srebro                     | Brąz                      |
| Indywidualnie celność – kobiety   | Marie Svihlova                | Lenka Vaskova              | Danuta Polewska           |
| Indywidualnie celność – mężczyźni | Andrzej Nalepa                | Jaroslav Sadlik            | Janusz Łykowski           |
| Drużynowo celność                 | Aeroklub Wrocławski –Auto Gaz | Aeroklub Hranice Tora–Tora | Aeroklub Hranice Kalimaty |

## Wyniki
Wyniki Spadochronowych Mistrzostw Śląska 2002 podano za: Jan Isielenis, Archiwum Sekcji Spadochronowej Aeroklubu Gliwickiego, 2002. Brak numerów stron w książce
W Mistrzostwach wzięło udział 6 drużyn 3 osobowych w tym drużyny z dwóch krajów:  Czechy i  Polska.

### Klasyfikacja indywidualna (celność lądowania – spadochronyklasyczne) – kobiety
| Miejsce | Imię i nazwisko   | Nota łączna | Drużyna                      |
| 1.      | Marie Svihlova    | 205 pkt.    | Aeroklub Hranice Kalamity    |
| 2.      | Lenka Vaskova     | 215 pkt.    | Aeroklub Hranice Kalamity    |
| 3.      | Danuta Polewska   | 300 pkt.    | Aeroklub Gliwicki Bod-y Team |
| 4–6.    | Jana Paukova      | 400 pkt.    | Aeroklub Hranice Kalamity    |
| 4–6.    | Krystyna Bielecka | 400 pkt.    | Aeroklub Gliwicki Mix        |
| 4–6.    | Aleksandra Knapik | 400 pkt.    | Aeroklub Gliwicki Bod-y Team |

### Klasyfikacja indywidualna (celność lądowania – spadochronyklasyczne) – mężczyźni
| Miejsce | Imię i nazwisko  | Nota łączna | Drużyna                      |
| 1.      | Andrzej Nalepa   | 13 pkt.     | Aeroklub Wrocławski–Auto Gaz |
| 2.      | Jaroslav Sadilek | 15 pkt.     | Aeroklub Hranice Tora–Tora   |
| 3.      | Janusz Łykowski  | 105 pkt.    | Aeroklub Wrocławski–Auto Gaz |
| 4.      | Zbigniew Matczuk | 114 pkt.    | Aeroklub Wrocławski–Auto Gaz |
| 5.      | Grzegorz Nowak   | 200 pkt.    | Aeroklub Gliwicki Mix        |
| 6.      | Jacek Kosiec     | 203 pkt.    | Aeroklub Gliwicki Delta      |
| 7.      | Roman Fousek     | 205 pkt.    | Aeroklub Hranice Tora–Tora   |
| 8–9.    | Radomir Svihel   | 208 pkt.    | Aeroklub Hranice Tora–Tora   |
| 8–9.    | Bartłomiej Repka | 208 pkt.    | Aeroklub Gliwicki Bod-y Taem |
| 10–13.  | Józef Kałwak     | 400 pkt.    | Czarne konie                 |
| 10–13.  | Zbigniew Izbicki | 400 pkt.    | Aeroklub Gliwicki Delta      |
| 10–13.  | Waldemar Zygała  | 400 pkt.    | Aeroklub Gliwicki Delta      |
| 10–13.  | Marek Bargieł    | 400 pkt.    | Aeroklub Gliwicki Mix        |

### Klasyfikacja drużynowa celność lądowania – spadochronyklasyczne
| Miejsce | Drużyna                       | Zawodnicy         | Wynik zawodnika | Wynik drużyny |
| ------- | ----------------------------- | ----------------- | --------------- | ------------- |
| 1.      | Aeroklub Wrocławski –Auto Gaz | Andrzej Nalepa    | 13 pkt.         | 232 pkt.      |
| 1.      | Aeroklub Wrocławski –Auto Gaz | Zbigniew Matczuk  | 114 pkt.        | 232 pkt.      |
| 1.      | Aeroklub Wrocławski –Auto Gaz | Janusz Łykowski   | 105 pkt.        | 232 pkt.      |
| 2.      | Aeroklub Hranice Tora-Tora    | Radomir Svihel    | 208 pkt.        | 428 pkt.      |
| 2.      | Aeroklub Hranice Tora-Tora    | Jaroslav Sadlek   | 15 pkt.         | 428 pkt.      |
| 2.      | Aeroklub Hranice Tora-Tora    | Roman Fousek      | 205 pkt.        | 428 pkt.      |
| 3.      | Aeroklub Hranice Kalimaty     | Lenka Vaskova     | 215 pkt.        | 820 pkt.      |
| 3.      | Aeroklub Hranice Kalimaty     | Jana Paukova      | 400 pkt.        | 820 pkt.      |
| 3.      | Aeroklub Hranice Kalimaty     | Marie Svihlova    | 205 pkt.        | 820 pkt.      |
| 4.      | Aeroklub Gliwicki Bod-y Team  | Aleksandra Knapik | 400 pkt.        | 908 pkt.      |
| 4.      | Aeroklub Gliwicki Bod-y Team  | Danuta Polewska   | 300 pkt.        | 908 pkt.      |
| 4.      | Aeroklub Gliwicki Bod-y Team  | Bartłomiej Repka  | 208 pkt.        | 908 pkt.      |
| 5.      | Aeroklub Gliwicki Mix         | Krystyna Bielecka | 400 pkt.        | 1000 pkt.     |
| 5.      | Aeroklub Gliwicki Mix         | Marek Bargieł     | 400 pkt.        | 1000 pkt.     |
| 5.      | Aeroklub Gliwicki Mix         | Grzegorz Nowak    | 200 pkt.        | 1000 pkt.     |
| 6.      | Aeroklub Gliwicki Delta       | Jacek Kosiec      | 203 pkt.        | 1003 pkt.     |
| 6.      | Aeroklub Gliwicki Delta       | Waldemar Zygała   | 400 pkt.        | 1003 pkt.     |
| 6.      | Aeroklub Gliwicki Delta       | Zbigniew Izbicki  | 400 pkt.        | 1003 pkt.     |